# Verbatim (entreprise)
Pour les articles homonymes, voir Verbatim.
Verbatim est une marque de supports de stockage informatique et de mémoire flash détenue depuis 2019 par CMC Magnetics (en), fabriquant taïwanais de disques optiques.  Elle est connue du grand public pour ses consommables informatiques: disques optiques CD-R, clés USB, cartes mémoires micro SD, disques SSD, LED et services liés à ses activités.  
Verbatim a été nommée marque leader mondiale sur le marché en 2005 et est connue pour son colorant azoïque breveté, considéré comme étant de haute qualité.

## Historique
L'entreprise a été fondée en 1969 et elle est devenue une filiale de Mitsubishi Chemical en 1990.
L'histoire de Verbatim commence à Mountain View, en Californie, en 1969, sous le nom de Information Terminals Corporation (ITC), fondée par Reid Anderson.
ITC fabrique des bandes magnétiques pour cassettes et disquettes floppy. L'entreprise grandit et prospère: les ventes atteignent 36 millions de dollars.
En 1978, elle est rebaptisée Verbatim Corporation.  
Dès 1981, Verbatim produit un million de disquettes par mois alors que l'ordinateur est loin d'être accessible à tous.
En 1982, elle fusionne avec la société japonaise Mitsubishi Kasei Corporation (ancêtre de Mitsubishi Chemical Corporation, producteur de matières plastiques), et devient Kasei Verbatim .
Verbatim connaît des difficultés mais Eastman Kodak devient actionnaire en 1985, avec Mitsubishi Kasei Corporation.
En mars 1990,  Mitsubishi Kasei Corporation rachète les parts d'Eastman Kodak. De nouveaux produits sont lancés et la marque connaît une immense croissance au cours de la décennie. En en 1993 sont introduits les CD-ROM et CD-R qui deviennent la figure de proue du groupe.  
Mitsubishi Kagaku Media est fondée en octobre 1994 en tant que Mitsubishi Kasei et Mitsubishi Petrochemical fusionnent en Mitsubishi Chemical. La nouvelle société absorbe l'ancienne société américaine et crée une nouvelle entité japonaise, tandis que l'ancienne marque Verbatim perdure.
De plus, Mitubishi Kagaku Media vend des produits sous la marque Freecom, fondée à Berlin, Allemagne, en 1989. Elle sera rachetée par Mitsubishi Chemical Holdings en septembre 2009.
A la fin des 1990, les CD et DVD sont en perte de vitesse. Verbatim diversifie son activité et propose de nouveaux supports pour stocker les données : clés USB, cartes micro SD, disques SSD, divers autres disques durs et les périphériques. L'entreprise intègre d'autres marchés comme  les accessoires: sacs, casques, souris ou encore haut-parleurs.  
En 2019, elle a été rachetée par CMC Magnetics, une société de Taïwan.

## Activités
Au Japon, Mitubishi Kagaku Media vend les produits sous la marque Mitsubishi. Mais la marque se confond avec la marque Automobile, C'est pourquoi de 1994 à 2010, la marque Mitsubishi fut remplacée par la marque Verbatim.
Son colorant azoïque breveté est considéré comme étant de haute qualité.
Pour l'impression 3D, Verbatim développe des filaments de différentes couleurs.
Verbatim conçoit des éclairages grâce à la technologie LED, mais va encore plus loin en développant la technologie OLED avec réglage de couleur et d'intensité, en plus d'une faible consommation d'énergie.
La philosophie d'éclairage de Verbatim est basée sur la philosophie Kaiteki, un mode de vie confortable basé sur des lumières douces et diffuses ainsi que sur le développement durable.

## Logo

Évolution du logo
Ancien logo entre 1978 et 2007.
Nouveau logo depuis 2007.

## Galerie

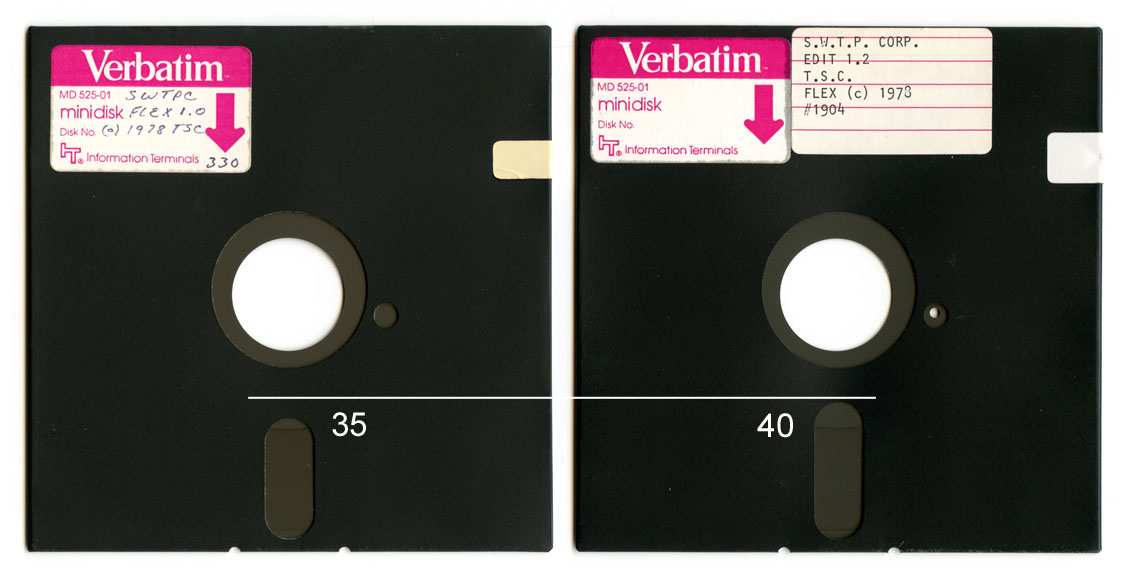
Une paire de disquettes 5,25" de 1978.
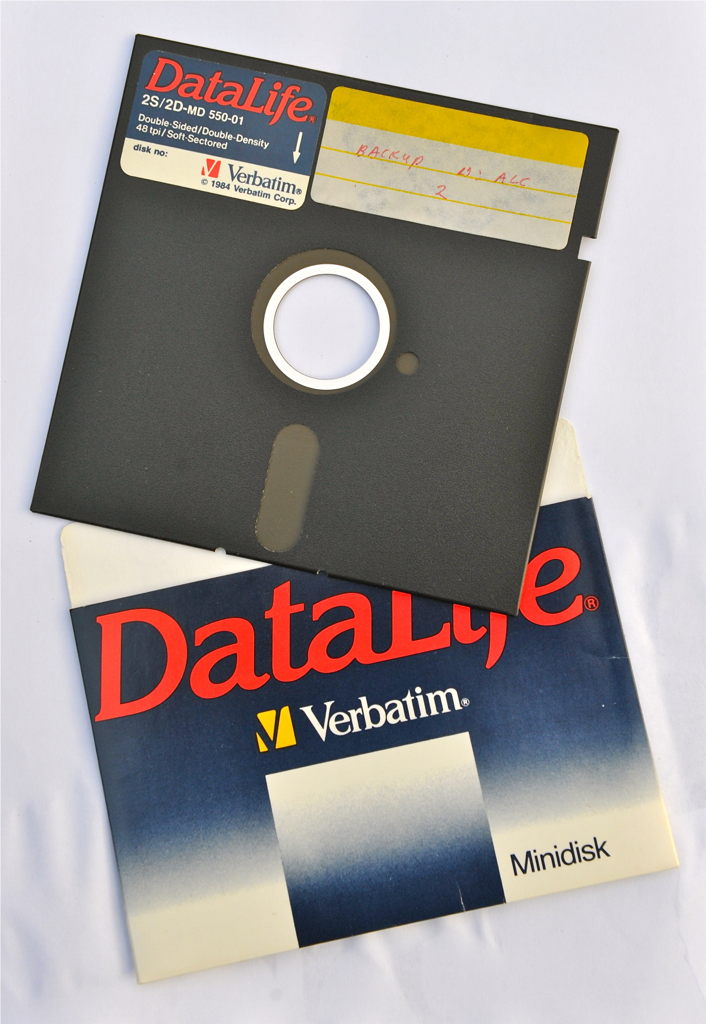
Une disquette DataLife 5,25" de 1984.
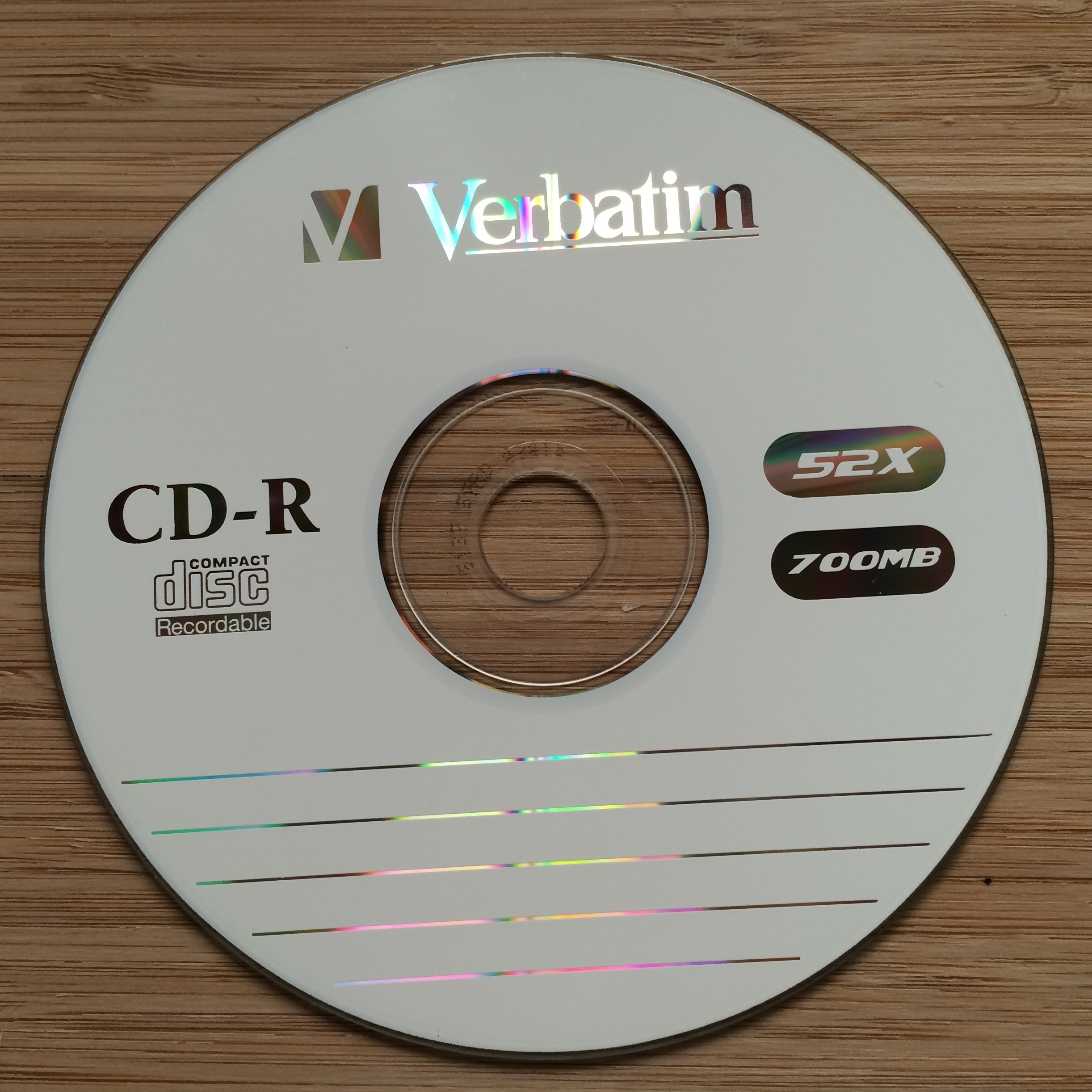
Un CD-R standard de 700 Mo des années 2000.
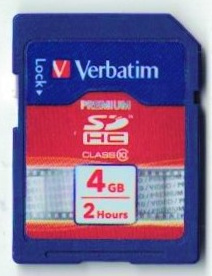
Une carte SDHC Verbatim de 4 Go de 2012.
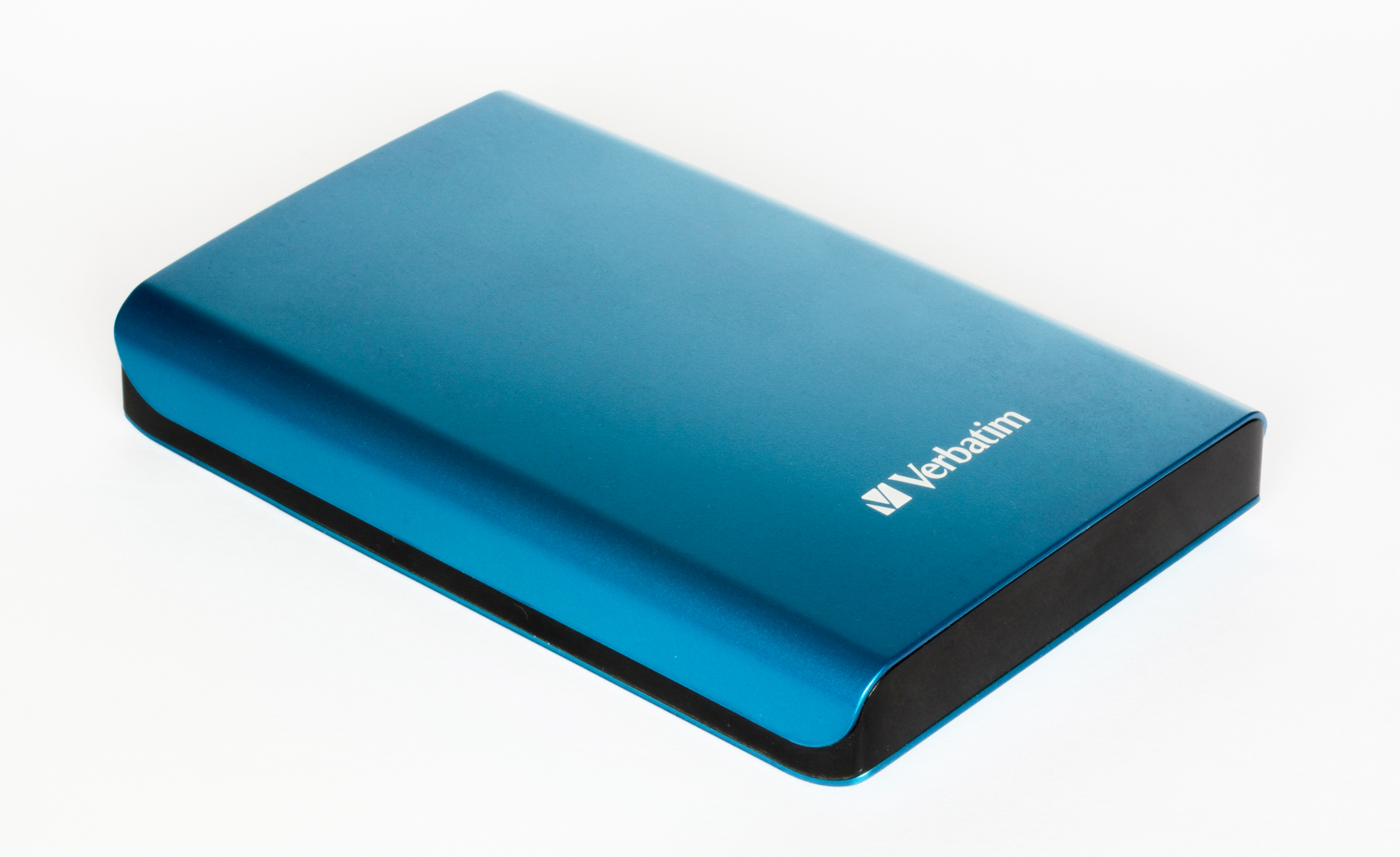
Un disque dur externe de 2015.